# (9992) 1997 TG19
1997 تي جي 19 (ويعرف أيضًا باسم (9992) 1997 تي جي 19 وفق تسمية الكوكب الصغير) (بالإنجليزية: 1997 TG19)‏ هو كويكب ضمن حزام الكويكبات؛ وترتيبه 9992 من حيث الاكتشاف.
اكتُشف هذا الجُرم الفلكي بواسطة تاكيشي أوراتا ‏ في 8 أكتوبر 1997.

## وصلات خارجية
- (9992) 1997 TG19 في قاعدة بيانات مختبر الدفع النفاث لأجرام النظام الشمسي الصغيرة

- الاكتشاف · مخطط المدار ·  العناصر المدارية · المعلمات المادية

- (9992) 1997 TG19 على موقع ويكي سكاي: DSS2, SDSS, GALEX, IRAS, Hydrogen α, X-Ray, Astrophoto, Sky Map, Articles and images